# Albrecht Philip Levetzau
Albrecht Philip Levetzau (27. januar 1744 på Frydendal – 14. september 1817) var en dansk stiftamtmand, landdrost og embedsmand.

## Karriere
Han var søn af gehejmeråd Hans Frederik Levetzau og fødtes 27. januar 1744 på Frydendal. Han studerede først ved Sorø Akademi, siden ved Københavns Universitet, hvor han immatrikuleredes 1759. Allerede samme år udnævntes han til kammerjunker hos dronning Juliane Marie, 1763 tillige til sekretær i Danske Kancelli og 1765 til auskultant i Højesteret. 1766 blev han assessor i Danske Kancelli, men gik året efter til Paris som attaché ved den derværende danske legation. 1769 vendte han hjem her fra og overtog sin gamle stilling som kammerjunker hos enkedronning Juliane Marie; desuden fik han samme år votum i Højesteret og udnævnelse til kammerherre. 1771 fik han tilladelse til at bære nøglen og 1772 kammerherrebestalling. I 1772 skulle han have været en af dronning Caroline Mathildes dommere, men blev ved sygdom forhindret i at møde i retten. Samme år udnævntes han til stiftamtmand i Bergens Stift. I denne stilling vandt han stor popularitet, men kaldtes allerede efter 2 års forløb der fra og udnævntes til stiftamtmand i Akershus Stift. Dette embede blev dog kilden til mange ærgrelser for Levetzau. Lige fra begyndelsen af kom han i et spændt forhold til de rige handelspatriciere i Christiania. Han tog sig nemlig meget af de oplandske bønder, der leverede træ til de store trælasthandlere i Christiania, og søgte at skaffe dem en selvstændigere stilling og bedre betalingsvilkår. Der påstodes nu, at Levetzau havde ladet sig bestikke af bønderne, og de store handlende udstedte endog et manifest, hvori de klagede over, at ildesindede mennesker havde udspredt det rygte, at de behandlede bønderne svigefuldt, og udlovede en præmie for angivelse af ophavsmanden. Levetzau, til hvem der åbenbart sigtedes, klagede til regeringen i København og fik også ordre til at tilkendegive udstederne af manifestet kongens misfornøjelse.

## Vurdering
Levetzau roses af alle for sin store arbejdsomhed, og det kan heller ikke nægtes, at han indlagde sig store fortjenester. Således var han meget ivrig for Norges forsyning med korn, og som generaltolddirektør i Akershus Stift, en post, han fra 1776 forbandt med sit ovennævnte embede, ordnede han toldadministrationen, men også denne side af hans virksomhed tiltalte ikke de store handelsmatadorer, der ikke altid kunne sige sig fri for smugleri og toldsvig. Efterhånden bedredes dog forholdet, og da Levetzau havde gode indtægter som stiftamtmand og generaltolddirektør, var det næppe efter hans eget ønske, at han 1784 fratrådte sin stilling i Norge. 1783 opdagedes imidlertid en kassemangel på noget over ½ mio. Rdl. hos zahlkasserer Jacob Juel. Rentekammeret havde først fattet mistanke til Juel og befalet Levetzau at suspendere ham. Dette vægrede Levetzau sig ved og erklærede, at Juels regnskaber var i god orden; til sidst måtte han dog suspendere Juel, men kunne stadig ikke opdage nogen fejl. En embedsmand fra Rentekammeret sendtes da op for at undersøge sagen, og nu kom hele det store underslæb for en dag. Levetzau forflyttedes 1784 til Pinneberg som landdrost, i hvilken stilling han forblev til sin død, 14. september 1817. Han blev meget afholdt her både af de embedsmænd, han havde under sig, og af befolkningen, og ved hans død var der en almindelig landesorg. 1774 var Levetzau blevet hvid ridder og 1779 gehejmeråd, 1815 Dannebrogsmand.

## Ægteskaber
Levetzau var 2 gange gift: 1. gang (6. februar 1771) med Juliane Maria Friderica komtesse Moltke (1751-1773), datter af grev Adam Gottlob Moltke til Bregentved og Christiane Frederikke f. von Brüggemann (1712-1760); 2. gang (5. august 1775) med Christiane Frederikke f. komtesse Wedell-Wedellsborg (9. juli 1755 – 11. oktober 1821), datter af grev Hannibal Wedell (25. november 1731 – 9. maj 1766) og Catharine Sophie Wilhelmine Moltke (14. oktober 1737 i Stege ved Præstø – 15. april 1806).